# Estelle Alphand
Estelle Alphand (ur. 23 kwietnia 1995 w Briançon) – francuska narciarka alpejska, dwukrotna medalistka mistrzostw świata i czterokrotna medalistka igrzysk olimpijskich młodzieży, od 2017 roku reprezentująca Szwecję.

## Kariera
Po raz pierwszy na arenie międzynarodowej Estelle Alphand pojawiła się 19 listopada 2010 roku w Geilo, gdzie w zawodach FIS Race zajęła 26. miejsce w gigancie. W styczniu 2012 roku wystartowała na igrzyskach olimpijskich młodzieży w Innsbrucku, zdobywając złoty medal w supergigancie oraz srebrne w superkombinacji i gigancie. Ponadto wspólnie z kolegami z reprezentacji wywalczyła także brązowy medal w rywalizacji drużynowej. Rok wcześniej wystąpiła na mistrzostwach świata juniorów w Crans-Montana, gdzie jej najlepszym wynikiem było dziesiąte miejsce w supergigancie. Jeszcze czterokrotnie startowała na imprezach tego cyklu, najlepszy indywidualny wynik osiągając podczas mistrzostw świata juniorów w Hafjell w 2015 roku, gdzie była czwarta w zjeździe.
W zawodach Pucharu Świata zadebiutowała 9 marca 2013 roku w Ofterschwang, gdzie nie ukończyła pierwszego przejazdu giganta. Pierwsze pucharowe punkty wywalczyła 27 listopada 2015 roku w Aspen, zajmując 21. miejsce w tej samej konkurencji. Na mistrzostwach świata w Cortina d’Ampezzo w 2021 roku wspólnie z Sarą Hector, Jonną Luthman, Williamem Hanssonem, Mattiasem Rönngrenem i Kristofferem Jakobsenem zdobyła srebrny medal w zawodach drużynowych. W tej samej konkurencji zajęła trzecie miejsce na mistrzostwach świata w Saalbach cztery lata później.
Posiada podwójne obywatelstwo. Jej ojciec, Luc Alphand, reprezentował Francję w narciarstwie alpejskim, a matka jest Szwedką. Jej brat Nils także jest narciarzem i reprezentuje Francję.

## Osiągnięcia

### Igrzyska olimpijskie
| Miejsce | Dzień     | Rok  | Miejscowość | Konkurencja   | Czas biegu | Strata | Zwyciężczyni     |
| ------- | --------- | ---- | ----------- | ------------- | ---------- | ------ | ---------------- |
| 16.     | 15 lutego | 2018 | Pjongczang  | Slalom gigant | 2:20,02    | +3,20  | Mikaela Shiffrin |
| DNF2    | 16 lutego | 2018 | Pjongczang  | Slalom        | 1:38,63    | -      | Frida Hansdotter |

### Mistrzostwa świata
| Miejsce | Dzień     | Rok  | Miejscowość        | Konkurencja       | Czas biegu | Strata | Zwyciężczyni                        |
| ------- | --------- | ---- | ------------------ | ----------------- | ---------- | ------ | ----------------------------------- |
| 31.     | 11 lutego | 2021 | Cortina d’Ampezzo  | Supergigant       | 1:25,51    | +3,94  | Lara Gut-Behrami                    |
| DNF2    | 15 lutego | 2021 | Cortina d’Ampezzo  | Superkombinacja   | 2:07,22    | -      | Mikaela Shiffrin                    |
| 13.     | 16 lutego | 2021 | Cortina d’Ampezzo  | Gigant równoległy | -          | -      | Marta Bassino Katharina Liensberger |
| 2.      | 17 lutego | 2021 | Cortina d’Ampezzo  | Zawody drużynowe  | -          | -      | Norwegia                            |
| 24.     | 18 lutego | 2021 | Cortina d’Ampezzo  | Gigant            | 2:30,66    | +5,72  | Lara Gut-Behrami                    |
| 16.     | 15 lutego | 2023 | Courchevel/Méribel | Gigant równoległy | -          | -      | Maria Therese Tviberg               |
| 26.     | 17 lutego | 2023 | Courchevel/Méribel | Gigant            | 2:07,13    | +3,12  | Mikaela Shiffrin                    |
| 3.      | 4 lutego  | 2025 | Saalbach           | Drużynowo         | -          | -      | Włochy                              |
| 20.     | 13 lutego | 2025 | Saalbach           | Gigant            | 2:22,71    | +5,00  | Federica Brignone                   |

### Mistrzostwa świata juniorów
| Miejsce | Dzień     | Rok  | Miejscowość   | Konkurencja     | Czas biegu  | Strata  | Zwyciężczyni            |
| ------- | --------- | ---- | ------------- | --------------- | ----------- | ------- | ----------------------- |
| 27.     | 1 lutego  | 2011 | Crans-Montana | Zjazd           | 1:32,11 min | +3,65 s | Lotte Smiseth Sejersted |
| DNF1    | 2 lutego  | 2011 | Crans-Montana | Gigant          | 2:28,27 min | -       | Sara Hector             |
| 14.     | 3 lutego  | 2011 | Crans-Montana | Slalom          | 1:40,32 min | +4,63 s | Jessica Depauli         |
| 10.     | 5 lutego  | 2011 | Crans-Montana | Supergigant     | 1:28,23 min | +1,19 s | Elena Curtoni           |
| DNF1    | 1 marca   | 2012 | Roccaraso     | Slalom          | 1:42,69 min | -       | Stephanie Brunner       |
| DNF2    | 3 marca   | 2012 | Roccaraso     | Gigant          | 2:40,02 min | -       | Ragnhild Mowinckel      |
| 8.      | 5 marca   | 2012 | Roccaraso     | Supergigant     | 1:06,99 min | +0,56 s | Annie Winquist          |
| DNF1    | 21 lutego | 2013 | Québec        | Slalom          | 1:52,10 min | -       | Magdalena Fjällström    |
| DNF1    | 22 lutego | 2013 | Québec        | Gigant          | 2:22,23 min | -       | Lisa-Maria Zeller       |
| 41.     | 24 lutego | 2013 | Québec        | Supergigant     | 1:00,89 min | +5,63 s | Stephanie Venier        |
| 11.     | 26 lutego | 2013 | Québec        | Zjazd           | 1:11,18 min | +0,71 s | Jennifer Piot           |
| DNF1    | 27 lutego | 2014 | Jasná         | Gigant          | 1:52,86 min | -       | Marta Bassino           |
| DNF1    | 28 lutego | 2014 | Jasná         | Slalom          | 1:36,09 min | -       | Petra Vlhová            |
| 7.      | 3 marca   | 2014 | Jasná         | Supergigant     | 1:14,71 min | +1,17 s | Corinne Suter           |
| 10.     | 5 marca   | 2014 | Jasná         | Zjazd           | 1:24,19 min | +1,62 s | Corinne Suter           |
| DNF1    | 7 marca   | 2015 | Hafjell       | Gigant          | 2:25,14 min | -       | Nina Ortlieb            |
| 15.     | 9 marca   | 2015 | Hafjell       | Slalom          | 1:43,54 min | +1,91 s | Paula Moltzan           |
| DNF     | 10 marca  | 2015 | Hafjell       | Supergigant     | 1:23,81 min | -       | Federica Sosio          |
| DNF1    | 10 marca  | 2015 | Hafjell       | Superkombinacja | 2:08,54 min | -       | Rahel Kopp              |
| 4.      | 13 marca  | 2015 | Hafjell       | Zjazd           | 2:25,14 min | +0,82 s | Mina Fürst Holtmann     |

### Igrzyska olimpijskie młodzieży
| Miejsce | Dzień       | Rok  | Miejscowość | Konkurencja     | Czas biegu  | Strata  | Zwyciężczyni         |
| ------- | ----------- | ---- | ----------- | --------------- | ----------- | ------- | -------------------- |
| 1.      | 14 stycznia | 2012 | Innsbruck   | Supergigant     | 1:05,78 min | -       | -                    |
| 2.      | 15 stycznia | 2012 | Innsbruck   | Superkombinacja | 1:40,82 min | +0,59 s | Magdalena Fjällström |
| 3.      | 17 stycznia | 2012 | Innsbruck   | Drużynowo       | ?           | ?       | Austria              |
| 2.      | 18 stycznia | 2012 | Innsbruck   | Gigant          | 1:56,13 min | +0,21 s | Clara Direz          |
| 6.      | 20 stycznia | 2012 | Innsbruck   | Slalom          | 1:19,76 min | +2,46 s | Petra Vlhová         |

### Puchar Świata

#### Miejsca w klasyfikacji generalnej
- sezon 2012/2013: -
- sezon 2013/2014: -
- sezon 2014/2015: -
- sezon 2015/2016: 98.
- sezon 2016/2017: 114.
- sezon 2017/2018: 33.
- sezon 2018/2019: 102.
- sezon 2019/2020: 58.
- sezon 2020/2021: 100.
- sezon 2021/2022: 79.
- sezon 2022/2023: 68.
- sezon 2023/2024: 83.
- sezon 2024/2025:

#### Miejsca na podium w zawodach
Alphand nie stawała na podium zawodów PŚ.